# Jo Inoue
Jo Inoue (født 21. maj 1994) er en japansk fodboldspiller.
Han har spillet for flere forskellige klubber i sin karriere, herunder Grulla Morioka.